# Mártély
Mártély é um município da Hungria, situado no condado de Csongrád-Csanád. Tem 36,45 km² de área e sua população em 2019 foi estimada em 1.298 habitantes.